# Aleksandr Pawlenko (piłkarz)
Aleksandr Jewgienijewicz Pawlenko, ros. Александр Евгеньевич Павленко (ur. 20 stycznia 1985 w Ordżonikidze, w obwodzie dniepropetrowskim, Ukraińska SRR) – rosyjski piłkarz pochodzenia ukraińskiego, grający na pozycji ofensywnego pomocnika.

## Kariera
Podczas swoich siedmiu lat gry w moskiewskim klubie rozegrał 105 meczów i strzelił 11 goli. Zdobył z klubem mistrzostwo Premier Lig w sezonie 2000/2001 oraz Pucharu Rosji w sezonie 2002/2003. Na początku swojej kariery był kluczowym zawodnikiem Spartaka. Jednak po kilku sezonach gry, po sprowadzeniu kilku wartościowszych piłkarzy przez klub, Pawlenko stał się tylko rezerwowym i musiał opuścić klub. W 2007 roku został wypożyczony do II ligowego Szynnika Jarosław z którym wywalczył mistrzostwo Pierwszej Dywizji w sezonie 2006/2007 oraz został wybranym najlepszym piłkarzem Pierwszej Dywizji. Podczas pobytu w Jarosławiu rozegrał miejscowym klubie 38 meczów i strzelił 7 bramek. Po powrocie z Szynnika Jarosław do Spartaka Moskwa rozegrał w stołecznym klubie kilka meczów. W 2009 roku władze klubu postanowiły wypożyczyć Pawlenkę na sezon 2009/2010 do beniaminka Premier Lig, FK Rostów. W 2011 roku został piłkarzem Tereka Grozny. W 2013 roku przeszedł do Krylji Sowietow Samara. Po odejściu z klubu Sowietow Samara, kontynuował swoją karierę w FC Tosno. 26 lutego 2015 podpisał kontrakt z klubem Łucz-Eniergija Władywostok. Następnie grał w takich klubach jak: Szynnik Jarosław, Urał Jekaterynburg, Tom Tomsk i Rodina Moskwa.

## Sukcesy
- Mistrzostwo Premier Lig : 2000/2001
- Zdobywca Pucharu Rosji : 2002/2003
- Mistrzostwo Pierwszej Dywizji : 2006/2007
- Najlepszy piłkarz Pierwszej Dywizji : 2006/2007